# Lào Issara
Lào Issara  (tiếng Lào: ລາວອິດສະລະ, Lào Ít-xa-ra, n.đ. 'Lào Tự do') là một tổ chức chính trị bắt nguồn là một phong trào dân tộc chống thực dân Pháp tại Lào, thành lập bởi hoàng thân Phetsarath vào năm 1945. Phong trào bắt nguồn sau thất bại của quân đội Nhật trong Thế chiến thứ hai tại Đông Dương, tiếp quản được đất nước trong thời gian ngắn ngủi trước khi thực dân Pháp trở lại. Phong trào được sự ủng hộ của Việt Minh của Hồ Chí Minh và các lực lượng Trung Quốc. Tuy nhiên vào năm 1946, do tình hình chiến sự leo thang tại Đông Dương và Trung Quốc, Lào Issara bị các đồng minh bỏ rơi và nhanh chóng chết yểu. Lãnh đạo phong trào phải đi lưu vong tại Thái Lan.
Bản thân phong trào chỉ tập trung ở các đô thị và không nhận được sự ủng hộ cần thiết từ quần chúng nhân dân, cộng với mâu thuẫn nội bộ (giữa một bên chấp thuận đề xuất nhượng bộ của Pháp biến Lào thành một nền quân chủ lập hiến thuộc Pháp và một bên do hoàng thân Souphanouvong, vốn là lãnh đạo của phong trào, chủ ý liên kết với Việt Minh để tiếp tục đấu tranh vũ trang); khiến cho phong trào yếu dần và tan rã vào năm 1949.
Bản thân Souphanouvong năm 1950 thành lập Mặt trận Lào Tự do (Neo Lao Issara), một tổ chức Cộng sản đấu tranh trực tiếp với Pháp. Sau khi Vương quốc Lào giành được độc lập năm 1954, Neo Lao Issara đổi tên thành Mặt trận Lào Yêu nước (Neo Lao Hak Xat) là tiền thân của tổ chức Pathet Lào đấu tranh du kích chống lại chính phủ Hoàng gia và sự tham gia của Hoa Kỳ trong cuộc Nội chiến Lào. Sau khi chính phủ Hoàng gia bị phe Cộng sản lật đổ vào năm 1975, Souphanouvong trở thành chủ tịch đầu tiên của nước Cộng hòa Dân chủ Nhân dân Lào.